# Kimberley Simms
Kimberley Simms (* 27. Juli 1963 in Toledo, Ohio) ist eine US-amerikanische Schauspielerin.
Die Schauspielerin spielte eine Hauptrolle in der US-Soap Springfield Story. Für ihre Rolle der Mindy Lewis, die sie von 1990 bis 1992 darstellte, bekam sie 1991 den Soap Opera Digest Award verliehen.
1995 zog die Künstlerin sich ins Privatleben zurück und heiratete 2001 Christopher Blobaum. Das Paar hat eine Tochter.